# Mabrouk, Mauritania
Mabrouk este o comună din departamentul Djiguenni, Regiunea Hodh Ech Chargui, Mauritania, cu o populație de 5.838 locuitori.